# Leitergraph

Die Leitergraphen,,, und

Ein Leitergraph (englisch ladder graph) ist in der Graphentheorie eine Klasse von Graphen mit der Struktur einer Leiter. Ein Leitergraph besteht aus zwei linearen Graphen gleicher Länge (die Holme), wobei je zwei einander entsprechende Knoten durch eine Kante (die Sprossen) miteinander verbunden sind. Jeder Leitergraph ist das kartesische Produkt zweier linearer Graphen, von denen einer genau eine Kante hat, und damit ein spezieller Gittergraph.

## Definition
Ein Leitergraph {\displaystyle L_{n}} ist ein ungerichteter Graph {\displaystyle (V,E)} bestehend aus den {\displaystyle 2n} Knoten
{\displaystyle V=\{v_{1},\ldots ,v_{2n}\}}
und den {\displaystyle 3n-2} Kanten
{\displaystyle E=\{\{v_{i},v_{i+1}\}\mid i=1,3,\ldots ,2n-1\}\cup \{\{v_{i},v_{i+2}\}\mid i=1,2,\ldots ,2n-2\}}.

## Eigenschaften

2-Färbung eines Leitergraphen

Ein Leitergraph {\displaystyle L_{n}} ist das kartesische Produkt
{\displaystyle L_{n}=P_{2}\times P_{n}}
der beiden linearen Graphen {\displaystyle P_{2}} und {\displaystyle P_{n}} und damit ein spezieller Gittergraph {\displaystyle G_{2,n}}.
Weitere Eigenschaften sind:
- Alle Leitergraphen sind zusammenhängend, planar und bipartit. Für {\displaystyle n\geq 2} sind alle Leitergraphen auch zyklisch und hamiltonsch.
- Bis auf die vier Eckknoten mit Grad zwei weisen alle Knoten eines Leitergraphen den Grad drei auf.
- Der Durchmesser und die Stabilitätszahl des Leitergraphen {\displaystyle L_{n}} beträgt jeweils {\displaystyle n}
- Die chromatische Zahl des Leitergraphen {\displaystyle L_{n}} ist zwei und sein chromatisches Polynom ist {\displaystyle (\lambda -1)\lambda (\lambda ^{2}-3\lambda +3)^{n-1}}.
- Die Anzahl der perfekten Matchings in dem Leitergraphen {\displaystyle L_{n}} ist gleich der Fibonacci-Zahl {\displaystyle f_{n+1}}.[1]

## Zyklische Erweiterungen

Zwei Ansichten eines Möbius-Leitergraphen

Werden in einem Leitergraphen zudem der erste und der vorletzte sowie der zweite und der letzte Knoten jeweils durch eine zusätzliche Kante miteinander verbunden, bildet man also
{\displaystyle E'=E\cup \{\{v_{1},v_{2n-1}\},\{v_{2},v_{2n}\}\}},
dann erhält man einen zyklischen Leitergraph (englisch circular ladder graph) {\displaystyle CL_{n}}. Ein zyklischer Leitergraph ist das kartesische Produkt {\displaystyle P_{2}\times C_{n}} eines linearen Graphen mit einem Kreisgraphen {\displaystyle C_{n}} und damit für {\displaystyle n\geq 2} 3-regulär. Zyklische Leitergraphen sind die Polyedergraphen von Prismen und werden daher auch Prismengraphen (englisch prism graphs) genannt.
Werden die vier Knoten stattdessen kreuzweise miteinander verbunden, bildet man also
{\displaystyle E'=E\cup \{\{v_{1},v_{2n}\},\{v_{2},v_{2n-1}\}\}},
erhält man als Graph einen sogenannten Möbiusleitergraph (englisch Möbius ladder graph) {\displaystyle ML_{n}}, der an ein Möbiusband erinnert und ebenfalls 3-regulär ist. Möbiusleitergraphen sind für {\displaystyle n\geq 3} nicht mehr planar und weisen einige interessante graphentheoretische Eigenschaften auf.